# Nyctemera daimia
Nyctemera daimia är en fjärilsart som beskrevs av Guen. Nyctemera daimia ingår i släktet Nyctemera och familjen björnspinnare. Inga underarter finns listade i Catalogue of Life.